# Neotanais magnificus
Neotanais magnificus is een naaldkreeftjessoort uit de familie van de Neotanaidae. De wetenschappelijke naam van de soort is voor het eerst geldig gepubliceerd in 1972 door Kudinova-Pasternak.